# Скирда Тамара Іванівна
Тама́ра Іва́нівна Скирда (5 січня 1925 у с. Михайлівка, Кіровоградська область, УРСР — 21 травня 2025, Київ) — український науковець, педагог, ректор Київського торговельно-економічного інституту (1966—1986). Кандидат філософських наук (1954), професор (1972), почесний професор КНТЕУ (1996).
Дочка — Людмила Скирда, українська поетеса.

## Біографія
Народилася 5 січня 1925 року у с. Михайлівка Кіровоградської області, у родині робітника-залізничника. У шістнадцять років пішла працювати на Магніторський металургійний комбінат, продовжуючи навчання в школі. Потім навчалась у Кіровоградському педагогічному інституті, який закінчила в 1950 році за спеціальністю «вчитель історії».
У 1950—1951 роках навчалася на курсах підготовки викладачів при Київському державному університеті ім. Т. Шевченка. Після навчання у 1954 році захистила дисертацію на здобуття наукового ступеня кандидата філософських наук на тему «Суспільно-політична і філософська думка в Україні в кінці XVI на початку XVII століття».
У 1953—1957 роках працювала молодшим науковим співробітником, вченим секретарем в Інституті філософії Академії наук України. У цей період її наукові дослідження присвячені історичному аналізу громадсько-політичної думки в Україні у XIX столітті, вивченню творчості, філософських та політичних поглядів українського письменника Івана Франка. У 1956 році присвоєно вчене звання старшого наукового співробітника за спеціальністю філософія.
У 1957—1959 роках — 1-й секретар Сталінського районного комітету КПУ міста Києва. У 1959—1966 роках працювала заступником голови виконавчого комітету Київської міської ради депутатів трудящих, а також депутатом міської ради. У 1966 році призначено ректором Київського торгово-економічного інституту, який було створено на базі Київського філіалу Донецького інституту радянської торгівлі відповідно до постанови Уряду від 4 березня 1966 року. За період розвитку і функціонування закладу основні зусилля Скирди були спрямовані на будівництво і технічне оснащення навчальної бази, побутових, спортивних споруд, добір професорсько-викладацького складу, розвиток наукових досліджень, налагодження активної культурно-виховної роботи зі студентами, створення сприятливих умов для проживання в гуртожитках. За її ініціативи у 1967—1968 роках розпочалось проектування будівництва корпусів інституту на новій земельній ділянці на лівому березі Дніпра, на околиці Києва серед пісків у лісосмузі. У 1972 році навчальний процес починався у новому навчально-лабораторному корпусі. До послуг студентів був збудований гуртожиток на 400 місць. Повністю на новому місці інститут було введено в дію у 1976 році. До десятиріччя інститут відкрив актову залу на 800 місць, у спорудженні якої, як майже і всіх споруд, взяли участь викладачі, студенти і співробітники.
У зв'язку з необхідністю подолати, підвищити рівень економічних знань у працівників сфери торгівлі і громадського харчування розширили курси дисциплін з економіки і обліку торгівлі, увели нові спецкурси «Використання математичних методів в економічних розрахунках», «Попит і торгова кон'юнктура» у нову дисципліну «Бухгалтерський облік і аналіз фінансової діяльності», а також курси «Загальний курс організації і техніки торгівлі» та «Організація торгівлі продовольчими і промисловими товарами». Під керівництвом Тамари Скирди розгорнуто міжнародні зв'язки, укладено довгострокові угоди співробітництва зі спорідненими навчальними закладами Лейпцига, Братислави.
У 1972 році присвоєно вчене звання професора. У 1996 році удостоєно звання почесного професора КНТЕУ.

## Наукова діяльність
Здійснила дослідження, присвячені питанням етики, естетики і психології в торгівлі як складових підвищення культури торговельного обслуговування населення, як фактору підвищення суспільного престижу галузі торгівлі. З цих проблем опубліковано ряд наукових праць, у тому числі навчальний посібник «Эстетика в торговле» (1972), монографія «Психология в торговле» (1977).

## Нагороди і відзнаки
За заслуги у розвитку освіти і науки, активну громадську діяльність нагороджено багатьма державними відзнаками, у тому числі орденом «Трудового червоного прапора» (1971), двома орденами «Знак пошани» (1960—1966), Почесною грамотою Президії Верховної Ради Української РСР (1960), 6 медалями. У 1979 році присвоєно почесне звання «Заслужений працівник вищої школи УРСР».